# Fivelandia 12
Fivelandia 12 è una raccolta di sigle di programmi per bambini trasmessa sulle reti Fininvest e pubblicata nel 1994.

## Descrizione
L'album è il dodicesimo capitolo della collana Fivelandia e contiene le sigle dei cartoni animati andati in onda sulle reti Mediaset nel periodo intorno alla pubblicazione. Questa è la prima raccolta dove non sono presenti i pupazzi Five e Ambrogio.
Tutti i brani presenti nella raccolta sono inediti.
Questo è stato il primo volume della raccolta a non essere stato più pubblicato in formato LP, ma unicamente in musicassetta e CD.

## Tracce
1. Le voci della savana (Alessandra Valeri Manera/Carmelo Carucci) 3:27
2. 80 sogni per viaggiare (A. Valeri Manera/C. Carucci) 3:01
3. Power Rangers (A. Valeri Manera/C. Carucci) 3:11
4. L'isola della piccola Flo (A. Valeri Manera/Vincenzo Draghi) 3:54
5. Un videogioco per Kevin (A. Valeri Manera/V. Draghi) 3:09
6. Fiocchi di cotone per Jeanie (A. Valeri Manera/C. Carucci) 3:07
7. Conan (A. Valeri Manera/C. Carucci) 2:58
8. Sonic (A. Valeri Manera/C. Carucci) 3:14
9. All'arrembaggio Sandokan! (A. Valeri Manera/C. Carucci) 3:16
10. Insuperabili X-Men (A. Valeri Manera/C. Carucci) 3:07
11. Martina e il campanello misterioso (A. Valeri Manera/V. Draghi) 3:24
12. Un complotto tra le onde del mare (A. Valeri Manera/C. Carucci) 3:15
13. Biancaneve (A. Valeri Manera/C. Carucci) 3:37
14. Una classe di monelli per Jo (A. Valeri Manera/V. Chiaravalle) 3:06
15. Spank, tenero rubacuori (A. Valeri Manera/M. Pagano) 3:19